# Nationaal park Mary River
Het Nationaal park Mary River (Engels: Mary River National Park) is een Australisch nationaal park in oprichting en ligt in het Noordelijk Territorium. Het situeert zich tussen de stad Darwin en het beroemde Nationaal park Kakadu aan weerszijden van de Arnhem Highway.
Het park bestaat uit dertien delen die in de toekomst één nationaal park moeten gaan vormen, dat de wetlands rondom de rivier de Mary en diens zijtakken beschermt. Deze wetlands worden bewoond door onder meer zeekrokodillen (Crocodylus porosus), zandwallaby's (Notamacropus agilis), zwartnekooievaars (Ephippiorhynchus asiaticus), eksterganzen (Anseranas semipalmata) en barramundi's (Lates calcarifer). De dertien delen van het toekomstige Nationaal park Mary River zijn:
- Mary River Conservation Reserve, Point Stuart Reserve en Stuart Tree Historical Reserve aan de Arafurazee;
- Alligator Lagoon, Shady Camp, Swim Creek, Opium Creek, Boggy Springs, Jimmys Creek, Wildman River en Annaburroo ten noorden van de Arnhem Highway;
- Mary River Crossing en McKinlay River ten zuiden van de Arnhem Highway.